# 李七庄南站
李七庄南站是一个位于中国天津市西青区李七庄街道，属于天津地铁5号线的地铁车站。于2021年12月7日启用。

## 车站结构

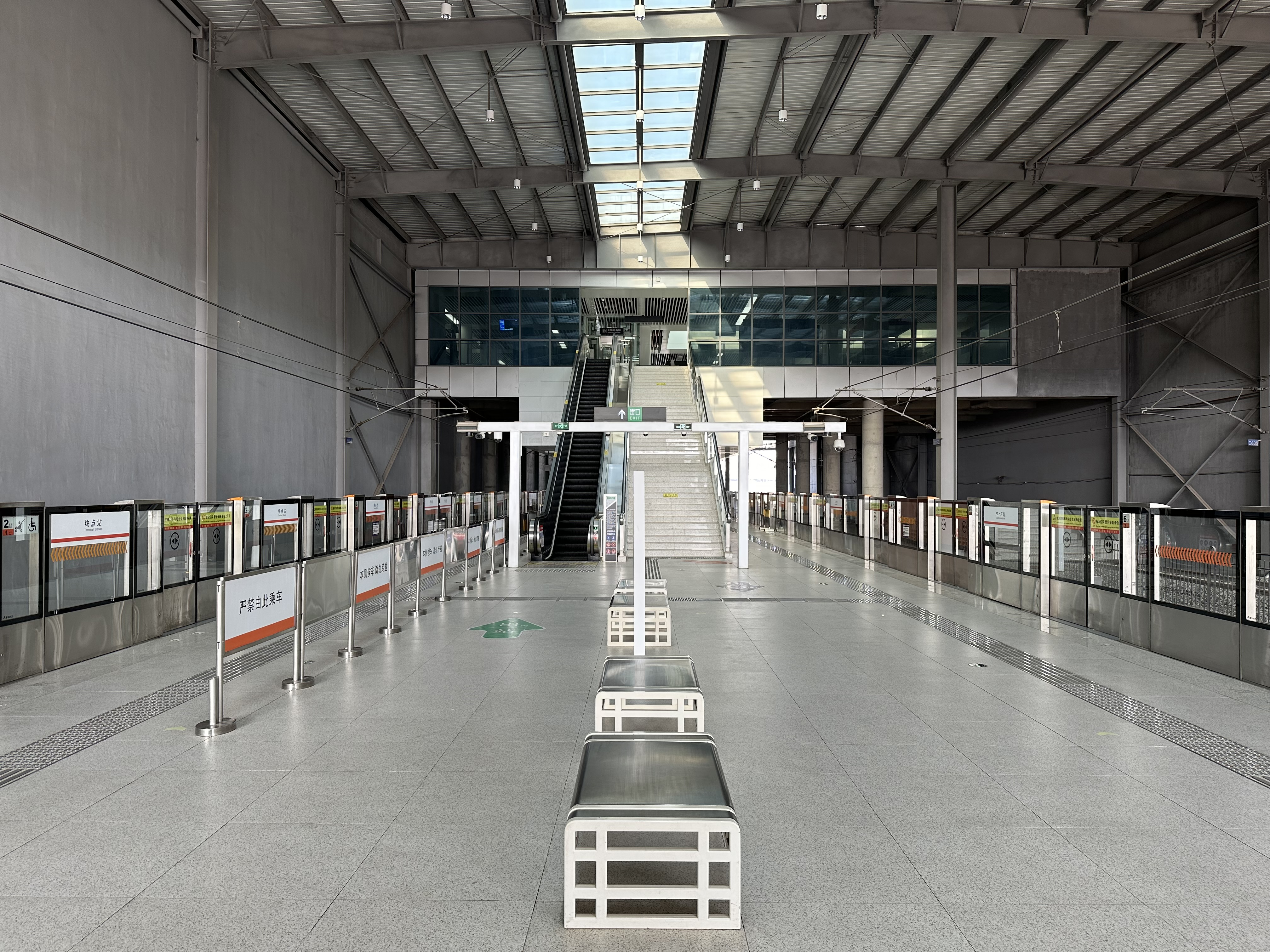
站台

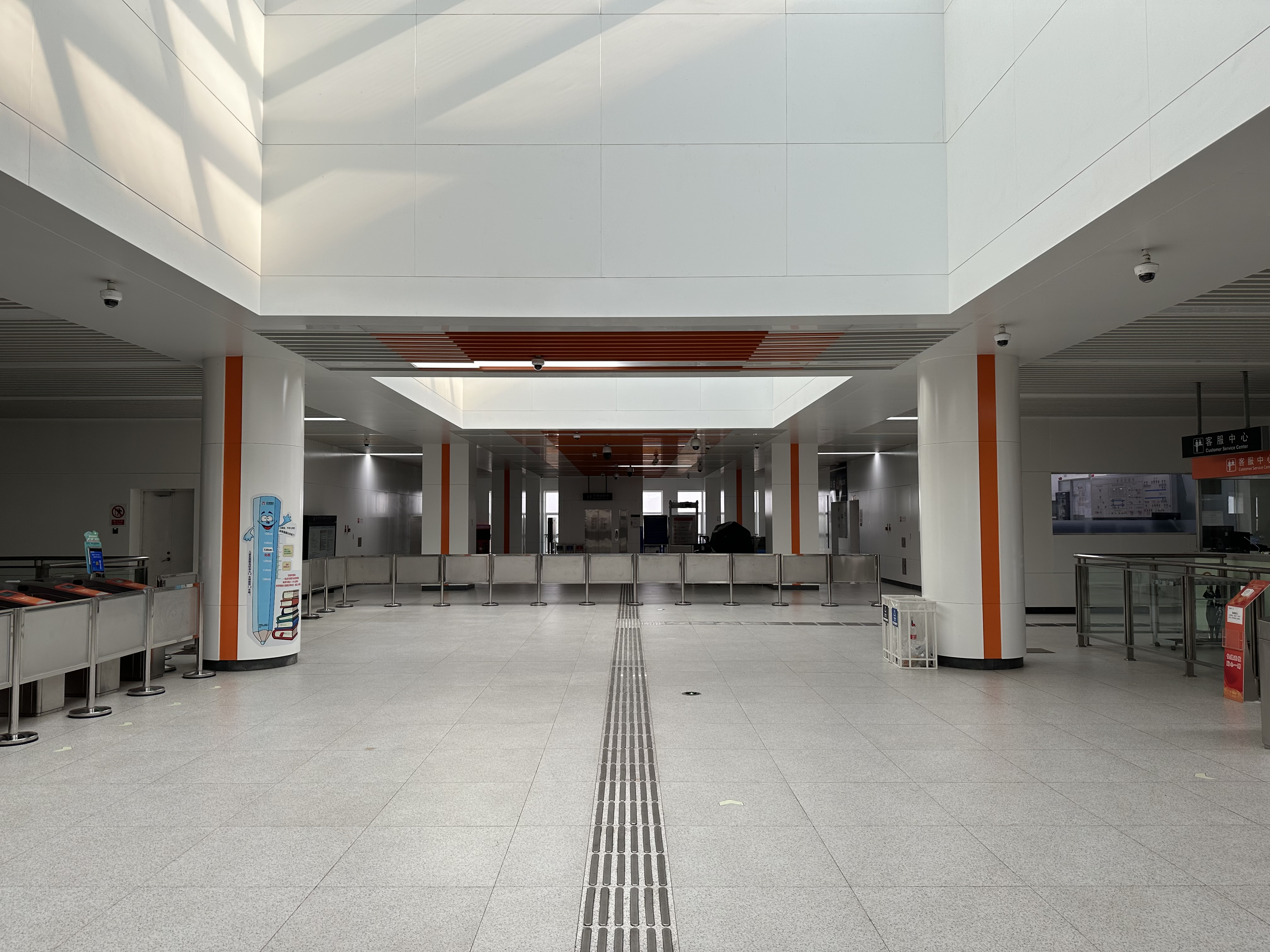
站厅

李七庄南站为地面车站，有一座岛式站台，站厅位于车站二层，乘客进出站均需绕行站厅层，同时，由于本站靠近梨园头车辆段，车站南侧轨道外侧设有一条车辆段试车线，亦包含在站体结构中。
| 地上二层          | 站厅   | 客服中心、自动售票机、验票机 |
| 地面              | 站台   | \| \| \| █ 5号线往京华东道（終點站） \| \| 島式 · 開左邊车门 \| \| \| \| \| \| █ 5号线往北辰科技园北（中医一附院） \| \| \| \| 试车线 \| |
| 地面              | 出入口 | B、C出入口 |
|                   |        | █ 5号线往京华东道（終點站） |
| 島式 · 開左邊车门 |        | |
|                   |        | █ 5号线往北辰科技园北（中医一附院） |
|                   |        | 试车线 |

## 车站出口
李七庄南站目前开放2个出口，各出口及周围设施如下所示：
|                                      |      |      |              |
| 出口编号                             | 照片 | 地点 | 可到达目的地 |
| 出口 · B · 升降机标志 · 扶手电梯标志 |      |      | 育水佳苑     |
| 出口 · C · 升降机标志 · 扶手电梯标志 |      |      |              |
| 註： 設有 \| 設有扶手電梯            |      |      |              |

## 换乘交通
| 公共汽车线路 \| 编号 \| 编号 \| 线路 \| 线路 \| 线路 \| 收费 \| 运营商 \| 备注 \| \| ---- \| ---- \| -------------- \| ---- \| -------- \| ---- \| ---------- \| ---- \| \| \| 306 \| 体育中心公交站 \| ⇆ \| 王姑娘庄 \| 2元 \| 公交三公司 \| \| |      |                |      |          |      |            |      |
| 编号 | 编号 | 线路           | 线路 | 线路     | 收费 | 运营商     | 备注 |
| | 306  | 体育中心公交站 | ⇆    | 王姑娘庄 | 2元  | 公交三公司 |      |

| 编号 | 编号 | 线路           | 线路 | 线路     | 收费 | 运营商     | 备注 |
| ---- | ---- | -------------- | ---- | -------- | ---- | ---------- | ---- |
|      | 306  | 体育中心公交站 | ⇆    | 王姑娘庄 | 2元  | 公交三公司 |      |